# São Carlos
São Carlos je grad u Brazilu. Nalazi se u federalnoj državi Sao Paulo. 

## Stanovništvo
Prema procjeni iz 2007. u gradu je živjelo 212.956 stanovnika.
| 1991.   | 2000.   |
| ------- | ------- |
| 158.221 | 192.998 |

## Vanjske poveznice
- Službena stranica